# Vlčí Habřina
Vlčí Habřina – wieś i gmina w Czechach, w powiecie Pardubice, w kraju pardubickim. 1 stycznia 2014 liczyła 307 mieszkańców.